# Baniana culminifera
Baniana culminifera är en fjärilsart som beskrevs av George Francis Hampson 1910. Baniana culminifera ingår i släktet Baniana och familjen nattflyn. Inga underarter finns listade i Catalogue of Life.